# Renato Bertagna
Renato Bertagna (Cannobio, 11 giugno 1947) è un ex culturista italiano appartenente alla categoria IFBB.
Ad oggi è l'unico italiano ad essersi aggiudicato tutti i titoli italiani e internazionali.

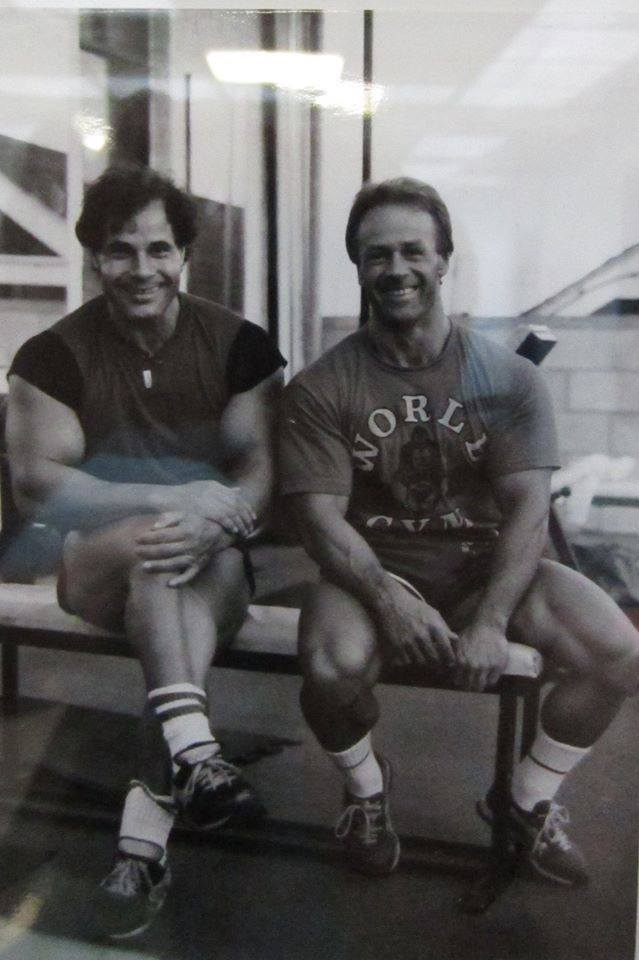
Renato Bertagna e Franco Columbu

## Biografia
Renato Bertagna è nato a Cannobio, nell'attuale provincia del Verbano-Cusio-Ossola (ai tempi provincia di Novara), sul lago Maggiore. Nel corso degli anni si interessa al culturismo, iniziando a gareggiare all'età di 17 anni nel body-building categoria leggeri, entrando nel professionismo l'anno successivo, nel 1965.
Ottenne il cartellino IFBB Pro vincendo il primo campionato del mondo. Nel 1984 prende parte, insieme  a Franco Columbu (suo amico e compagno di allenamenti) alle riprese del documentario The Road to Olympia, sulla  preparazione al concorso di Mr. Olympia dei atleti  concorrenti di quell'anno.
Partecipò al Mr. Olympia nell'anno 1985 arrivando in finale. Si ritirò dalle competizioni nello stesso anno. Oggi risiede a Verbania con la moglie, insieme alla quale gestisce una palestra e forma nuovi allievi.

## Palmarès
- Campione italiano per 11 anni consecutivi, dal 1968 al 1978
- Campione europeo in Francia (Nimes) 1977
- Campione mondiale in U.S.A. (Columbus) 1979
- Mr International in U.S.A. (Columbus) 1 classificato 1980
- World games in California (santa Clara) 1 classificato 1981
- Mr Olimpia in Belgio (Bruxelles) Finalista 1985